# Zouara

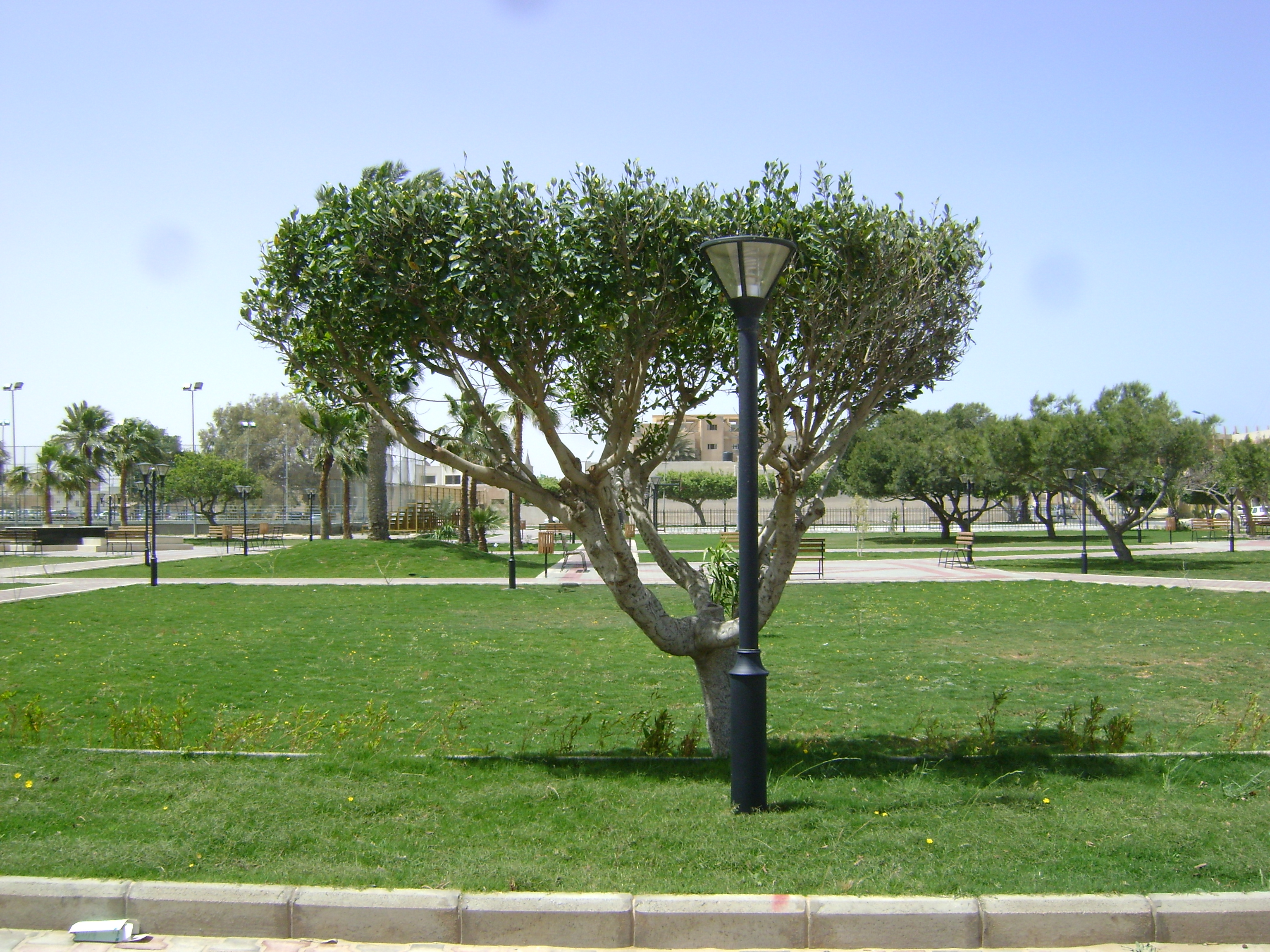
Un jardin public de Zouara

Zouara (en arabe : زوارة) est une ville portuaire de Libye, à 60 kilomètres de la frontière tunisienne, qui compte 45 000 habitants, chef-lieu de la chabiyat de An Nouqat al Khams. Sa population parle arabe avec quelque peu le berbère de Zouara

## Autogestion de fait
Zuwara est parfois décrite comme ayant une certaine forme d'autonomie de fait, avec des instances locales de gouvernance et d'organisation sociale distinctes du gouvernement central libyen.

## Dénominations et étymologie
Le nom Zwara tient son nom de l’arabe Zuūar, qui signifie (les visiteurs) ou ville des visiteurs. 
Le nom autochtone berbère de Zouara est At Willul (prononcé At Ouiloul). Willul est un leader légendaire pré-islamique ayant unifié les tribus qui forment la communauté de Zwara. Ce terme peut faire référence aux Autololes antiques.

## Histoire
Citée par l'Itinéraire d'Antonin sous le nom de Casae Aniciorum, du temps des Romains. L'endroit a été mentionné pour la première fois par Léon l'Africain (XVe ou XVIe siècle). 
La ville était un poste-frontière italien du temps de la colonisation italienne (1911-1943).
Zouara s'est soulevée pendant la révolte libyenne de 2011. Depuis, la ville est gérée par une milice berbère et les autorités locales mènent une politique d'autogestion. Elle prend le parti du gouvernement de Tripoli contre le gouvernement de Tobrouk et le général Haftar, par hostilité à son nationalisme arabe. Elle se rallie ensuite au Gouvernement d'union nationale. La ville est également un lieu de passage des migrants et des djihadistes étrangers contre lesquels les autorités locales tentent de lutter,.

## Économie
Zouara est une ville portuaire qui exporte des dattes, des céréales, cultivées dans la région et vit de la pêche.

## Sport
La ville possède un club de football, l'Al Jazira Zwarah.